# Kamoke
Kamoke (Panjabi کامونکى, Urdu کامونکے) ist eine Stadt des Distrikts Gujranwala in der Provinz Punjab in Pakistan. Sie liegt an der Grand Trunk Road, 21 km von Gujranwala und 44 km von Lahore entfernt.

## Geschichte
Die Stadt Kamoke wurde in der Ära von Akbar besiedelt. Sie ist seit 1992 Hauptort des Tehsil Kamoke.

## Bevölkerungsentwicklung
| Zensusjahr | Einwohnerzahl |
| ---------- | ------------- |
| 1972       | 50.257        |
| 1981       | 71.097        |
| 1998       | 152.288       |
| 2017       | 249.767       |

## Wirtschaft
Kamoke ist bekannt für seinen Reis, der in der Umgebung angebaut wird. Kamoke ist auch der größte Reismarkt auf dem Subkontinent, auf dem fast alle Reissorten angeboten werden, darunter Basmati, Super Basmati, Karnal usw. werden angebaut, verarbeitet und in die ganze Welt exportiert.